# Розовський Марк Григорович
Марк Григорович Розо́вський (рос. Марк Григорьевич Розовский, при народженні — рос. Шлиндман Марк Семёнович; 3 квітня 1937, Петропавловськ-Камчатський) — радянський і російський драматург, сценарист, режисер театру і кіно, прозаїк, Заслужений діяч мистецтв Російської Федерації (1994), Народний артист Російської Федерації (2004).

## Життєпис
Через кілька місяців після народження було заарештовано батька, Семена Шліндмана.
Закінчив Московський державний університет імені М. В. Ломоносова (1960). З 1983 р. — художній керівник Московського театру-студії «У Никитских ворот».
Автор сценаріїв українських фільмів: «Будьте напоготові, Ваша високосте!» (1978, у співавт.), «Д'Артаньян та три мушкетери» (1979, т/ф, 3 с).

## Фільмографія
Режисер-постановник:
- «Золота рибка» (1985)
- «Пристрасті за Володимиром» (1990) тощо

Сценарист:
- «Сині зайці або Музична подорож» (1972)
- «Пригоди в місті, якого немає» (1974, у співавт.)
- «Д'Артаньян та три мушкетери» (1978)
- «Золота рибка» (1985) та ін.